# Rosyjski Oddział Szanghajskiego Korpusu Ochotniczego

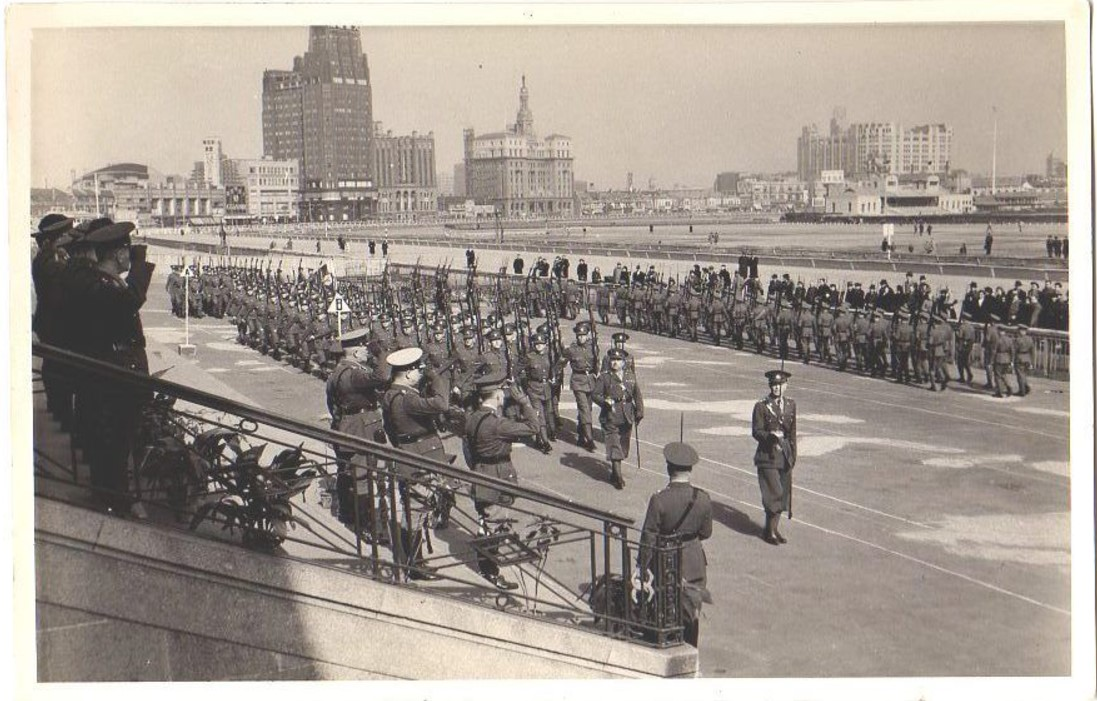
Oddział na początku lat 30.

Rosyjski Oddział Szanghajskiego Korpusu Ochotniczego (ros. Русский Отряд Шанхайского Волонтерского Корпуса) – oddział wojskowy złożony z białych Rosjan w składzie Szanghajskiego Korpusu Ochotniczego działający w Szanghaju w latach 30. i I poł. lat 40. XX wieku.
Po przegranej wojnie domowej w Rosji do Chin przybyło bardzo wielu białych wojskowych i uchodźców cywilnych. Część z nich weszła w skład różnych oddziałów wojskowych, formowanych zarówno w ramach armii chińskiej, jak też sił zbrojnych poszczególnych militarystów. W Szanghaju, gdzie istniały wydzielone eksterytorialne dzielnice zamieszkane przez ok. 30 tys. białych (międzynarodowy settlement i francuska koncesja), został utworzony Szanghajski Korpus Ochotniczy. Było to związane z narastającymi pro-komunistycznymi nastrojami Chińczyków, a następnie działaniami wojsk japońskich w rejonie miasta. 17 stycznia 1927 r. z inicjatywy gen. lejt. F.L. Glebowa w składzie Korpusu został sformowany Rosyjski Oddział. Powstał on na bazie Dalekowschodniej Grupy Kozackiej, liczącej 40 osób. Zadaniem Oddziału była ochrona strategicznych obiektów w międzynarodowej części Szanghaju, jak mosty, fabryki, stacje elektryczne itp., patrolowanie ulic, służba w sztabie Korpusu. Ponadto Rosjanie zostali odkomenderowani do ochrony zagranicznych statków, przybywających do portu w Szanghaju. Szybko wzrastała liczebność Pułku; na pocz. lutego liczył już ok. 150 wojskowych, zgrupowanych w dwóch kompaniach. Rekrutowali się oni spośród Rosjan w wieku od 23 do 27 lat, posiadających doświadczenie wojskowe. Podpisywali oni 13-miesięczne kontrakty. Panowała wśród nich wysoka i surowa dyscyplina wojskowa. Pierwszy dowódca Oddziału kpt. 1 rangi Nikołaj G. Fomin został zwolniony 14 kwietnia 1927 r., a zastąpił go kpt. (pułkownik carskiej armii) Gierman G. Time. Jego zastępcą był kpt. (pułkownik) Siemion D. Iwanow. Liczebność Oddziału osiągnęła ok. 300 ludzi. 9 czerwca została ona ograniczona do 5 oficerów i 150 lub 120 żołnierzy, ale 1 sierpnia ponownie zwiększona do 240 ludzi i 10 oficerów. W tym czasie kpt. G.G. Time awansowano do stopnia majora. W październiku 1928 r. Rosyjski Oddział został przemianowany na Samodzielny Rosyjski Oddział Szanghajskiego Korpusu Ochotniczego. W poł. października sformowano 3 kompanię pod dowództwem kpt. (pułkownika) K.P. Sawielowa. Na pocz. lat 30. został Oddziałem „C” (obok brytyjskiego Oddziału „A” i amerykańskiego Oddziału „B”). 1 marca 1932 r., ze względu na zagrożenie japońskie, Oddział został rozwinięty w Szanghajski Rosyjski Pułk Ochotniczy w składzie czterech kompanii. Każda kompania miała cztery plutony, które dzieliły się na dwa pododdziały, w tym jeden karabinów maszynowych. Dowódcami kompanii byli: pierwszej – kpt. N.M. Stiepaniszczew, drugiej – kpt. M.I. Marchinin, trzeciej – kpt. K.P. Sawielew, a czwartej – kpt. M.M. Sokołow. Pułk liczył 90 oficerów i 438 szeregowych. 21 maja 1932 r. przy Pułku zorganizowano kursy podoficerskie. Istniały też biblioteka, klub sportowy, orkiestra i zespół muzyczny. Odbywały się wieczorki taneczne i różnego rodzaju odczyty. Ważną rolę odgrywały prawosławne ceremonie religijne. W Oddziale pielęgnowano „białego ducha” z czasów wojny domowej. Dowództwo szczególnie dbało, aby nie przenikały idee bolszewickie. W 1933 r. dowódcą został dotychczasowy zastępca kpt. S.D. Iwanow. 15 stycznia 1941 r. Pułk przemianowano w Rosyjski Ochronny Oddział Rezerwowy Międzynarodowego Settlementu Szanghaju. Natomiast 3 kompania została podporządkowana Amerykanom. 8 grudnia 1941 r., kiedy Japończycy zaatakowali amerykańską bazę morską w Pearl Harbor na Hawajach, wtargnęli też do międzynarodowego settlementu w Szangaju. Wszystkie oddziały wojskowe zostały podporządkowane japońskiemu dowództwu. 17 grudnia 1943 r. Rosyjski Oddział przeorganizowano w 4 Oddział Szkoły Policyjnego Wyszkolenia, jak Japończycy nazwali dotychczasowy Korpus. Kairska Deklaracja z 1945 r. położyła kres istnieniu międzynarodowych eksterytorialnych obszarów w Chinach. Rosjanie zostali podporządkowani policji chińskiej. Ich liczebność stopniowo topniała. Pod koniec czerwca 1947 r. władze ZSRR wezwały białych emigrantów rosyjskich do powrotu do ojczyzny, co doprowadziło do zakończenia historii rosyjskiego oddziału w Szanghaju. Część Rosjan faktycznie powróciła do ZSRR, gdzie byli represjonowani, pozostali udali się na dalszą emigrację.